# ماريت مالم فرافيورد
ماريت مالم فرافيورد (بالنرويجية: Marit Malm Frafjord‏) مواليد 25 نوفمبر 1985 في ترومسو، هي لاعبة كرة يد نرويجية. مثلت منتخب النرويج لكرة اليد للسيدات. شاركت في دورة الألعاب الأولمبية الصيفية سنة 2008.

## الميداليات
| الميدالية | المسابقة                            |
| --------- | ----------------------------------- |
| ذهبية     | الألعاب الأولمبية الصيفية 2008      |
| ذهبية     | الألعاب الأولمبية الصيفية 2012      |
| برونزية   | الألعاب الأولمبية الصيفية 2016      |
| ذهبية     | بطولة العالم لكرة اليد للسيدات 2011 |
| فضية      | بطولة العالم لكرة اليد للسيدات 2007 |
| برونزية   | بطولة العالم لكرة اليد للسيدات 2009 |
| ذهبية     | بطولة أوروبا لكرة اليد للسيدات 2006 |
| ذهبية     | بطولة أوروبا لكرة اليد للسيدات 2008 |
| ذهبية     | بطولة أوروبا لكرة اليد للسيدات 2010 |
| ذهبية     | بطولة أوروبا لكرة اليد للسيدات 2016 |
| فضية      | بطولة أوروبا لكرة اليد للسيدات 2012 |

## روابط خارجية
- ماريت مالم فرافيورد على موقع الاتحاد الدولي لكرة اليد (الإنجليزية)
- ماريت مالم فرافيورد على موقع الاتحاد الأوروبي لكرة اليد (الإنجليزية)
- ماريت مالم فرافيورد على موقع الاتحاد النرويجي لكرة اليد (النرويجية)
- ماريت مالم فرافيورد على موقع اللجنة الأولمبية الدولية (الإنجليزية)
- ماريت مالم فرافيورد على موقع أوليمبيديا (الإنجليزية)